# La Gineta
La Gineta est une commune d'Espagne de la province d'Albacete dans la communauté autonome de Castille-La Manche.

## Géographie
La ville se trouve à 19 km de la capitale de la province.

## Administration
| Période                                  | Période | Identité | Étiquette | Qualité |
| ---------------------------------------- | ------- | -------- | --------- | ------- |
|                                          |         |          |           |         |
| Les données manquantes sont à compléter. |         |          |           |         |

## Économie
Bien que principalement agricole, avec des cultures sèches (une fois les lentilles étaient célèbres dans toute la province d'Albacete) et l'irrigation extensive; dans cette population a été développé à partir de la seconde moitié du XXe siècle, l'activité industrielle sur la base de la fabrication de chaises.